# Szymocice
Szymocice est une localité polonaise de la gmina de Nędza, située dans le powiat de Racibórz en voïvodie de Silésie.